# Billingshurst F.C.
Câu lạc bộ bóng đá Billingshurst là một câu lạc bộ bóng đá có trụ sở ở Billingshurst, West Sussex, Anh. Đội hiện là thành viên của Southern Combination Division One và thi đấu trên sân Jubilee Fields.

## Lịch sử
Câu lạc bộ được thành lập vào năm 1891, và sau đó gia nhập West Sussex League. Đội đã giành chức vô địch Division Two mùa giải 1972-73 và tiếp tục vô địch Division One vào mùa giải tiếp theo. Sau khi xuống hạng, câu lạc bộ đã vô địch Tony Kopp Cup và Division Three North mùa giải 1979-80 và sau đó là Division Two North mùa giải 1982-83. Đội lại vô địch Division Two North mùa giải 1992-93, trước khi vô địch Division Three Central mùa giải 1998-99 và Division Two North mùa giải 2006-07.
Mùa giải 2010-11, Billingshurst đã giành được Centenary Cup với chiến thắng 2-1 trước Newtown Villa trong trận chung kết. Sau khi vô địch Malcolm Simmonds Memorial Cup và Premier Division mùa giải 2011-12, câu lạc bộ chuyển đến Division Three của Sussex County League, được đổi tên thành Division Two khi giải đấu trở thành Southern Combination vào năm 2015. Mùa giải 2015-16 họ đứng thứ năm, được thăng hạng lên Division One.

## Sân vận động
Câu lạc bộ chuyển đến Jubilee Fields vào năm 2006.

## Danh hiệu
- West Sussex League
  - Vô địch Premier Division 2011-12
  - Vô địch Division One 1973-74
  - Vô địch Division Two 1972-73
  - Vô địch Division Two North 1982-83, 1992-93, 2006-07
  - Vô địch Division Three North 1979-80
  - Vô địch Division Three Central 1998-99
  - Vô địch Centenary Cup 2010-11
  - Vô địch Malcolm Simmonds Memorial Cup 2011-12
  - Vô địch Tony Kopp Cup 1979-80, 2002-03[2]
- Chichester Charity Cup
  - Vô địch 1972-73, 1980-81[2]